# Município de Gorham (condado de Fulton, Ohio)
Localização do Ohio nos E.U.A.
O município de Gorham (em inglês: Gorham Township) é um município localizado no condado de Fulton no estado estadounidense de Ohio. No ano de 2010 tinha uma população de 2260 habitantes e uma densidade populacional de 20,06 pessoas por km².

## Geografia
O município de Gorham encontra-se localizado nas coordenadas 41° 40′ 21″ N, 84° 18′ 35″ O. Segundo a Departamento do Censo dos Estados Unidos, o município tem uma superfície total de 112.67 km², da qual 112,01 km² correspondem a terra firme e (0,59 %) 0,66 km² é água.

## Demografia
Segundo o censo de 2010, tinha 2260 pessoas residindo no município de Gorham. A densidade populacional era de 20,06 hab./km².